# Weird
«Weird» (en español: «Raro») es el tercer radio sencillo del álbum Hilary Duff de la actriz y cantante norteamericana Hilary Duff, lanzado en algunas estaciones de radio Europeas.
Weird es una canción pop rock escrita y producida por Charlie Midnight, Marc Swersky y Ron Entwistle. Fue lanzada en las emisoras
Al principio se tenía planeado que Weird fuera lanzado como primer sencillo mundial del álbum, sin embargo, Hollywood Records decidió que fuera Fly la canción que presentara al CD.
- Datos: Q2712502